# Charles Simons
Charles Simons (ur. 27 września 1906 w Antwerpii, zm. 5 kwietnia 1979 tamże) – belgijski piłkarz, reprezentant kraju, grający na pozycji pomocnika.

## Kariera klubowa
Podczas kariery klubowej występował w latach 1923–1933 w Royal Antwerp. Według statystyk, w 177 występach w koszulce Royal, strzelił 2 bramki. Dwukrotnie w sezonach 1928/29 oraz 1930/31 świętował z zespołem zdobycie mistrzostwa Belgii. 
| Sezon   | Klub          | Kraj   | Rozgrywki     | Mecze | Bramki |
| ------- | ------------- | ------ | ------------- | ----- | ------ |
| 1923/24 | Royal Antwerp | Belgia | Eerste klasse |       |        |
| 1924/25 | Royal Antwerp | Belgia | Eerste klasse |       |        |
| 1925/26 | Royal Antwerp | Belgia | Eerste klasse | 20    | 0      |
| 1926/27 | Royal Antwerp | Belgia | Eerste klasse | 19    | 0      |
| 1927/28 | Royal Antwerp | Belgia | Eerste klasse | 25    | 1      |
| 1928/29 | Royal Antwerp | Belgia | Eerste klasse | 27    | 0      |
| 1929/30 | Royal Antwerp | Belgia | Eerste klasse | 26    | 1      |
| 1930/31 | Royal Antwerp | Belgia | Eerste klasse | 26    | 0      |
| 1931/32 | Royal Antwerp | Belgia | Eerste klasse | 26    | 0      |
| 1932/33 | Royal Antwerp | Belgia | Eerste klasse | 4     | 0      |

## Kariera reprezentacyjna
Simons zadebiutował w reprezentacji Belgii 3 maja 1931 w wygranym 4:2 spotkaniu z Holandią. Po raz ostatni w drużynie narodowej pojawił się 12 czerwca 1932, w przegranym 1:3 meczu ze Szwecją.
W 1934 roku został powołany na Mistrzostwa Świata. Nie wystąpił w żadnym spotkaniu. Łącznie w latach 1931–1932 Simons wystąpił w 10 spotkaniach.
| Mecze i gole w reprezentacji | Mecze i gole w reprezentacji | Mecze i gole w reprezentacji | Mecze i gole w reprezentacji | Mecze i gole w reprezentacji | Mecze i gole w reprezentacji | Mecze i gole w reprezentacji |
| #                            | Data                         | Miasto                       | Przeciwnik                   | Gol                          | Wynik                        | Rozgrywki                    |
| ---------------------------- | ---------------------------- | ---------------------------- | ---------------------------- | ---------------------------- | ---------------------------- | ---------------------------- |
| 1.                           | 03.05.1931                   | Deurne                       | Holandia                     |                              | 4:2                          | towarzyski                   |
| 2.                           | 16.05.1931                   | Molenbeek-Saint-Jean         | Anglia                       |                              | 1:4                          | towarzyski                   |
| 3.                           | 31.05.1931                   | Lizbona                      | Portugalia                   |                              | 2:3                          | towarzyski                   |
| 4.                           | 11.10.1931                   | Bruksela                     | Polska                       |                              | 2:1                          | towarzyski                   |
| 5.                           | 06.12.1931                   | Bruksela                     | Szwajcaria                   |                              | 2:1                          | towarzyski                   |
| 6.                           | 20.03.1932                   | Deurne                       | Holandia                     |                              | 1:4                          | towarzyski                   |
| 7.                           | 17.04.1932                   | Amsterdam                    | Holandia                     |                              | 1:2                          | towarzyski                   |
| 8.                           | 01.05.1932                   | Bruksela                     | Francja                      |                              | 5:2                          | towarzyski                   |
| 9.                           | 05.06.1932                   | Kopenhaga                    | Dania                        |                              | 4:3                          | towarzyski                   |
| 10.                          | 12.06.1932                   | Sztokholm                    | Szwecja                      |                              | 1:3                          | towarzyski                   |

## Sukcesy
Royal Antwerp
- Mistrzostwo Belgii (2): 1928/29, 1930/31